# 葫蘆王地
葫蘆王地是清朝及民國時期佤族葫蘆酋長轄地的他稱，位於阿佤山區的北部區域，約為今日的耿馬傣族佤族自治縣西部、滄源佤族自治縣西部、缅甸佤邦勐冒縣北部（或緬甸官方的邁莫鎮、戶板鎮）一帶。葫蘆王地曾分屬為耿馬、孟定土司管轄，後成為「甌脫」地。
劉萬勝、陳燦與詹姆斯·喬治·斯科特於中英滇緬議界時，中分葫蘆王地。認定班洪屬地為上葫蘆，歸中。班況屬地為下葫蘆，歸英。
方國瑜在《滇西邊區考察記》的班洪風土記中，採訪到另一個較大的葫蘆地觀點，與劉萬勝等人不同。認為上下葫蘆應以公明山以南的南崁烏為界，以北為上葫蘆，以南為下葫蘆。:3
1987年雲南大學出版的《中國西南邊疆變遷史》整理各方文獻，認為葫蘆酋長地東起滄源縣中部（勐角、勐董西部），西止南汀河口的滾弄以下至公明山的西部的一段薩爾溫江東岸，北起南汀河下游南岸，南至公明山附近。而葫蘆酋長地又分為上葫蘆地與下葫蘆地，上葫蘆地在大南滾河上游兩岸至公明山北部一帶，下葫蘆地在南汀河下游以南至大南滾河下游以北一帶。:276